# Tipula (Lunatipula) milkoi
Tipula (Lunatipula) milkoi is een tweevleugelige uit de familie langpootmuggen (Tipulidae). De soort komt voor in het Palearctisch gebied.